# I. Miklós moldvai fejedelem
I. Miklós moldvai fejedelem, román nyelvű forrásokban Nicolae Mavrocordat (Konstantinápoly, 1680. május 3. – Bukarest, 1730. szeptember 3.) két alkalommal volt Moldva fejedelme: 1709. november 17. – 1710. november, illetve 1711. – 1716. január 5. között. Ugyancsak kétszer uralkodott Havasalföldön is: 1716. január 21. – 1716. november 25., illetve 1719. március – 1730. szeptember 3. között.

## Élete

### Ifjúkora
Konstantinápolyban született 1680. május 3-án Alexandru Mavrocordat fődragomán (tolmács) fiaként, a fanarióta Mavrocordat-családban. Nagyanyja révén, aki Alexandru Iliaș lánya volt, rokonságban állt a Mușat-uralkodóházzal is. Négy fivére és három nővére volt; öccse, Ioan Mavrocordat, Havasalföld uralkodója volt 1716–1719 között. Apjuk személyesen felügyelte fiai nevelését, és tanítójukul Iacob de Argost választotta. A fiúk latinul is tanultak a kiószi jezsuita Jacques Piperitől, és franciául Aubry de La Motraye-tól. Miklós hamarosan tanult ember hírébe került, és apja gyakran fordult hozzá egyes dolgok magyarázatáért.
18 éves korában a török porta főtolmácsa lett. Tíz évvel később Moldva uralkodójává nevezték ki.

### Uralkodása
Tanult ember volt, több idegen nyelvet ismert, filozófiát és teológiát is tanult, és az országban a román nyelvet is elsajátította.
Az első uralkodását a bojárok letörésével és a parasztok védelmével kezdte. Ellenségei kihasználták a bojárok elégedetlenségét és XII. Károly svéd király vádjait, és elérték, hogy 1710-ben Dimitrie Cantemir kerüljön a trónra. 1711-ben, miután Dimitrie Cantemir Oroszországba szökött, ismét Miklós lett az uralkodó. Második uralkodása alatt sikerült elűznie a svéd és lengyel követeket, akik sok kárt okoztak az országnak.
Ștefan Cantacuzino meggyilkolása után, 1716-ban Havasalföld trónjára került, mert ott nagyobb szükség volt rá az osztrák-török viszony megromlása következtében. Hamarosan ki is tört az osztrák–török háború. Miklós megöletett néhány bojárt, akik az osztrákok oldalán álltak, és Törökországba száműzte Antim Ivireanul mitropolitát, akit utóbb ott öltek meg. Mivel Miklóst elfogták, és Nagyszebenbe vitték, helyére a törökök Ioan Mavrocordatot nevezték ki. Az 1718-ban kötött pozsareváci béke és Ioan Mavrocordat halála után ismét a törökök bizalmát élvező Miklós kapta meg a trónt, és hosszú ideig nyugalmasan uralkodott. Noha a görögöket pártolta, és rájuk támaszkodott az ország megfelelő igazgatása érdekében, a törököknek fizetendő adók csökkentésével, a bojárokkal szembeni barátságos magatartásával, egyes adományok csökkentésével elnyerte az ország bizalmát és megelégedését. Bukarest mellett megépíttette a Văcărești kolostort, és a bákói püspökséget görög és ószláv iskola működtetésére kötelezte a nekik nyújtott jövedelmek fejében.
1730. szeptember 3-án hunyt el Bukarestben, és a Văcărești kolostorban temették el.

### Magánélete
Háromszor nősült; házastársai
- Casandra Cantacuzino (1682–1713); a házasságból nem született gyermek
- Pulcheria Tzouki (?–1716); gyermekeik:
  - Ioan N. Mavrocordat (1712–1747), moldvai fejedelem
  - Scarlat Mavrocordat (1701–?)
  - Constantin Mavrocordat (1711–1769), havasalföldi fejedelem, moldvai fejedelem
  - Ioannis Mavrocordat (1712–1757), fanarióta herceg, moldvai nemesúr
  - Ruxandra Alevra
  - Maria Scarlatos
- Smaranda Stavropoleos; gyermekeik:
  - Alexandru Mavrocordat (1720–1790)
  - Sultana Moruzi (1721–?)
  - Casandra Soutzos

## Irodalmi munkássága
Görög nyelvre dolgozta át Cicero De officiis című művét. Saját írásai:
- Sfaturi (Tanácsok; kézirat)
- Despre datorii (A kötelességekről; Londonban jelent meg)
- Cuvânt împotriva nicotinei (Beszéd a nikotin ellen; Iași, 1786)
- Precuvântări la actele patriarhalicești (Előszó a patriarchális iratokhoz; kézirat)

## Fordítás
- Ez a szócikk részben vagy egészben  a   Nicolae Mavrocordat című román Wikipédia-szócikk ezen változatának fordításán alapul.  Az eredeti cikk szerkesztőit annak laptörténete sorolja fel. Ez a jelzés csupán a megfogalmazás eredetét és a szerzői jogokat jelzi, nem szolgál a cikkben szereplő információk forrásmegjelöléseként.